# Come Over (Rudimental)
Come Over è un singolo del gruppo musicale britannico Rudimental, pubblicato il 28 agosto 2020 come secondo estratto dal quarto album in studio Ground Control.

## Descrizione
Traccia d'apertura del disco, il brano ha visto le partecipazioni vocali di Anne-Marie e Tion Wayne, la prima dei quali già collaboratrice dei Rudimental a vari brani del secondo album We the Generation oltre che dal singolo Let Me Live del 2018. La prima versione del brano presentava sonorità puramente contemporary R&B con influenze soul, dopodiché Kesi Dryden ha lavorato nuovamente alla base, accelerandola e modificando le sonorità verso l'UK garage. Dopo che il gruppo ha realizzato il brano insieme a Anne-Marie e L Devine hanno deciso di coinvolgere anche Tion Wayne, in quanto Dryden ha avvertito la necessità di aggiungere una strofa in rapping.

## Video musicale
Nel giorno di uscita del singolo, è stato reso disponibile un visualizer attraverso il canale YouTube del gruppo in cui viene mostrato quest'ultimo preparare dei vinili per poi prepararsi a un'esibizione.
Il 18 settembre 2020 il sito Mixmag ha pubblicato il video ufficiale, diretto da Charlie Robins, mentre il 2 ottobre seguente i Rudimental hanno diffuso il video dal vivo.

## Tracce
Testi e musiche di Piers Aggett, Amir Amor, Leon Rolle, Kesi Dryden, Anne-Marie Nicholson, Olivia Devine e Dennis Jr Odunwo.
Download digitale
1. Come Over (featuring Anne-Marie & Tion Wayne) – 3:26

Download digitale – Paul Woolford Remix
1. Come Over (featuring Anne-Marie & Tion Wayne) (Paul Woolford Remix) – 4:05

Download digitale – UK Soul Edit
1. Come Over (featuring Anne-Marie) (UK Soul Edit) – 3:07

Download digitale – KDA Remix
1. Come Over (featuring Anne-Marie) (KDA Remix) – 3:46

Download digitale – Mella Dee Remix
1. Come Over (featuring Anne-Marie & Tion Wayne) (Mella Dee Remix) – 3:36

Download digitale – versione acustica
1. Come Over (featuring Anne-Marie) (Acoustic) – 2:38

Download digitale – Dub
1. Come Over (featuring Anne-Marie & Tion Wayne) (Dub) – 3:06

Download digitale – Tommy Farrow Remix
1. Come Over (featuring Anne-Marie & Tion Wayne) (Tommy Farrow Remix) – 3:52

## Formazione
Gruppo
- Piers Aggett – programmazione della batteria, sintetizzatore
- Amir Amor – programmazione della batteria, chitarra
- Kesi Dryden – programmazione della batteria, sintetizzatore
- Leon Rolle – percussioni, tastiera

Altri musicisti
- Anne-Marie – voce, cori
- Tion Wayne – voce
- Conor Bellis – programmazione della batteria
- Mark Crown – tromba
- Taurean Antonie-Chagar – sassofono
- Harry Brown – trombone

Produzione
- Rudimental – produzione
- Greg Freeman – missaggio
- Conor Bellis – ingegneria del suono
- Kevin Grainger – mastering

## Classifiche
| Classifica (2020)   | Posizione massima |
| ------------------- | ----------------- |
| Regno Unito         | 26                |
| Regno Unito (dance) | 6                 |